# 청암면
청암면(靑岩面)은 대한민국 경상남도 하동군의 면이다. 청학동 마을과 삼성궁을 가진 고장으로, 취나물, 표고버섯, 토종꿀 등의 특산물을 생산하고 있다.

## 연혁
- 고려 시대: 진주목 시천부곡
- 조선 시대: 진주목 살천현
- 1703년: 진주목 청암면
- 1906년: 하동군 청암면
- 2003년: 3개리 옥종면 편입

## 행정 구역
- 평촌리(坪村里)
- 명호리(明湖里)
- 중이리(中梨里)
- 상이리(上梨里)
- 묵계리(默溪里)

## 교육
- 묵계초등학교 청암분교
- 묵계초등학교

## 관광
- 삼성궁

삼성궁의 정확한 명칭은 “지리산청학선원삼성궁”으로 이 고장 출신인 강민주(한풀선사)가 1983년에 고조선 시대의 소도를 복원, 민족의 성조인 환인, 환웅, 단군을 모신 배달민족성전으로 자리잡고 있다. 삼성궁 입구 우측에 매달린 징이 나그네를 맞이하는데, 이 징을 세 번 치고 기다리면 삿갓 쓴 도포 차림의 안내자가 나와 길을 안내 한다. 쪽문을 지나 10m쯤 굴을 지나면 옷을 갈아입는 곳이 있다. 이곳에서는 우리 한복을 입은 사람이 아니면 이곳에 있는 도복으로 갈아입고 내부를 관람토록 하고 있다. 삼성궁 안에는 한풀선사가 축조한 솟대는 1,000개에 달하며 높이와 규모면에서 다양하며 지금까지 무너진 것이 없다고 한다. 이 솟대는 환웅이 나라를 다스릴 때 하늘에 제사를 지내던 소도를 의미하며, 음양의 이치로 만들어진 맷돌은 민초들의 정기를 대변하는 것이라 한다.
- 청학동
- 하동호
- 청암계곡

## 특산물
- 취나물
- 매실
- 곶감
- 죽염된장
- 고추장
- 감식초
- 토종꿀
- 표고버섯
- 고로쇠약수